# Anchoa colonensis
Anchoa colonensis is een  straalvinnige vissensoort uit de familie van ansjovissen (Engraulidae). De wetenschappelijke naam van de soort is voor het eerst geldig gepubliceerd in 1943 door Hildebrand.